# Sh2-200
Sh2-200 est une nébuleuse planétaire dans la constellation de Cassiopée.
Elle est située dans la partie orientale de la constellation, à environ 3 ° nord-est de la grande nébuleuse IC 1848. La période la plus propice à son observation dans le ciel du soir tombe entre les mois de septembre et février et elle est considérablement facilitée pour les observateurs situés dans les régions de l'hémisphère boréal, où elle est circumpolaire jusqu'aux régions tempérées chaudes.
C'est un objet mal étudié, qui a été initialement catalogué comme une région HII. Ce n'est qu'en 1983 que sa nature de nébuleuse planétaire a été reconnue, dans une étude de quelques nébuleuses d'apparence inhabituelle. Sa distance a été estimée à environ 1 100 pc (∼3 590 al), sur le bord extérieur du bras d'Orion.